# Aurora (rymdflygplan)
Aurora är ett rymdflygplan avsett för kastbanefärd som utvecklas åt det tyska uppstartsbolaget Polaris Raumflugzeuge av det tyska rymdforskningsinstitutet Deutsches Zentrum für Luft- und Raumfahrt (DLR). Aurora var från början ett koncept som utvecklades hos DLR mellan åren 2015-2018.
Rymdflygplanet ska kunna bära 10 000 kg last på en kastbanefärd upp till rymden. Som last kan även bäras ett andra steg som släpps från planet och möjliggör transport av upp till 1 000 kg last till låg omloppsbana. Planet ska även kunna användas för att transportera gods långa sträckor på kort tid. Flygplanet utvecklas för att kunna tankas under färd med hjälp av tankflygplan.
Tre nedskalade modeller testflögs mellan åren 2020 och 2023 med jetmotorer för att validera flygkroppens utformning. Under 2024 ska först en testartikel utrustad med raketmotorer testflygas. Under senare delen av året kommer en större modell att testflygas i övre delarna av atmosfären. Detta är den sista testartikeln innan en fullskalig version av Aurora tas fram.